# Kinako
Kinako (黄粉 o きなこ), també coneguda com a farina de soia torrada, és un producte d'ús comú a la cuina japonesa. Concretament s'anomena com a "farina de soia sencera torrada en pols". El seu sabor es compara amb la de la mantega de cacauet. En japonès, la paraula kinako significa "farina groga".
Kinako es produeix a partir de grans torrats de soia triturats. És un complement alimentari saludable i saborós que conté vitamines del complex B i proteïnes. Combinat amb llet o llet de soia es pot utilitzar com una beguda, per exemple el Warabimochi, un famós dolç cobert de kinako.